# 三木汐莉
三木 汐莉（みき しおり、1991年12月25日 - ）は、大阪府出身の元陸上競技選手。専門は短距離走とハードル。400mハードルの自己ベストは日本歴代9位の56秒92で、同種目の2011年神戸アジア選手権日本代表。400mハードルの元ジュニア日本記録保持者、4×400mリレーの元日本高校記録保持者でもある。

## 経歴
四條畷市立田原中学校、東大阪大学敬愛高等学校、東大阪大学卒業。

### 中学生時代まで
陸上は中学から始める。小学生時代に友人と「中学に進学したら一緒に陸上部に入ろう」と約束したのがきっかけだった。中学時代は100mで大阪3-5番手の実力を持ち、近畿大会で3位に入った実績もあるが、全日本中学校選手権には出場できなかった。

### 高校生時代
2007年、家から近くてトラック種目も強いなどの理由から東大阪大学敬愛高等学校に進学。ハードルは夏から始め、10月に日本ユース選手権の400mハードルで4位に入った。
2008年、7-8月のインターハイには100m・400m・400mハードル・4×100mリレー・4×400mリレーの5種目に出場すると、400mハードルを高校歴代6位タイ・高2歴代最高（ともに当時）の58秒79で優勝。アンカーを務めた4×400mリレーは3分41秒31の高校記録（当時）樹立と優勝に貢献し、大会2冠を達成して女子最優秀選手に選出された。10月には国民体育大会の400mでこの種目初の全国タイトルを獲得すると、ユースの選手ながら日本ジュニア選手権の400mハードルも制した。日本選手権リレーの4×400mリレーではアンカーを務め、3分41秒23の高校記録（当時）樹立に貢献した。
2009年、6月の日本選手権には100m・200m・400mハードルの3種目で初出場を果たした（結果は全て予選敗退）。7-8月のインターハイには200m・400m・400mハードル・4×100mリレー・4×400mリレーの5種目に出場すると、400mハードルはこの種目で女子選手初となる2連覇を達成、アンカーを務めた4×400mリレーでも3分37秒86という驚異的な高校記録（当時）樹立と2連覇に貢献し、2年連続となる大会2冠を達成した。10月には日本ジュニア選手権の400mハードルでも2連覇を達成し、2年連続で400mハードルの高校2冠を達成した。

### 大学生時代
2010年、4月に東大阪大学へ進学。6月に日本選手権の400mハードルで日本歴代7位・ジュニア日本記録（ともに当時）の57秒53をマークして4位。7月の世界ジュニア選手権で主要国際大会の日本代表と世界大会を初めて経験すると、3走を務めた4×400mリレーは他国の選手と接触してバトンを落とすミスが響き予選敗退に終わったが、400mハードルでは日本歴代6位・ジュニア日本記録（ともに当時）の57秒35をマークして銅メダルを獲得し、世界ジュニア選手権の女子ハードル種目（100mハードル・400mハードル）で日本勢初のメダリストとなった。9月の日本インカレの400mハードルでは2位に終わり、大学1年目は大学の全国タイトルを獲得することはできなかったが、10月に日本ジュニア選手権の400mハードルで3連覇を達成した。
2011年、6月に日本選手権の400mハードルで56秒92の自己ベストをマークして初の表彰台となる3位。7月にはアジア選手権の400mハードルで初めてシニアの日本代表を経験して5位に入った。9月の日本インカレには5種目に出場し、アンカーを務めた4×400mリレーは優勝に貢献して大学の全国タイトルを初めて獲得したが、200mと400mハードルはそれぞれ2位に終わり、個人種目で大学の全国タイトル獲得を逃した。10月の日本選手権リレーは4×400mリレーでアンカーを務め、東大阪大学の初優勝に貢献するとともに、シニアの大会で初の全国タイトルを獲得した。
2012年、6月に日本選手権の400mハードルで2年連続の表彰台となる3位、日本学生個人選手権は200mで個人種目初となる大学の全国タイトルを獲得した。9月には日本インカレの400mハードルで初優勝を果たすと、アンカーを務めた4×400mリレーも2連覇に貢献して大会2冠を達成した。10月の国民体育大会は400mハードルで2位に入り、シニアの大会で個人種目の全国タイトル獲得まであと一歩に迫った。
2013年、9月に日本インカレの4×400mリレーで2位、10月に国民体育大会の400mハードルと日本選手権リレーの4×400mリレーでそれぞれ2位と、大学4年時はあと一歩のところで全国タイトルを獲得することはできなかった。

## 人物・エピソード
- 「中学に進学したら一緒に陸上部に入ろう」と約束した友人の横瀬彩也香とは大学まで同じチームメートだった。横瀬は800mで高校時代に2008年日本ユース選手権と国民体育大会（少年A）の2冠達成、大学時代に2010年日本学生個人選手権で優勝、2010年世界ジュニア選手権日本代表などの実績を持つ。
- ハードルは高校進学後に始めたが、きっかけは故障のため新人戦の短距離種目に出られず、枠が空いていた400mハードルにエントリーしたためだった。しかし、当初はあまりにも危なっかしいハードリングだったため、怪我の可能性も考えて、陸上部の顧問が大会の1週間前に出場か欠場かを本人に確認したという[1]。中学時代はハードルをやったことがなかったこともあり、両足で飛べるように練習を始めたため違和感なく400mハードルに溶け込めたという。

## 自己ベスト
記録欄の（　）内の数字は風速（m/s）で、+は追い風を意味する。
| 種目         | 記録          | 年月日        | 場所   | 備考                                        |
| 屋外         | 屋外          | 屋外          | 屋外   | 屋外                                        |
| ------------ | ------------- | ------------- | ------ | ------------------------------------------- |
| 100m         | 11秒82 (+1.7) | 2012年7月7日  | 京都市 |                                             |
| 200m         | 23秒98 (+0.3) | 2012年9月12日 | 東京都 |                                             |
| 400m         | 54秒90        | 2008年10月6日 | 大分市 |                                             |
| 100mハードル | 14秒09 (+0.5) | 2010年8月15日 | 大阪市 |                                             |
| 400mハードル | 56秒92        | 2011年6月12日 | 熊谷市 | 日本歴代9位 元西日本学生記録 元関西学生記録 |

## 主要大会成績
備考欄の記録は当時のもの

### 国際大会
| 年   | 大会               | 場所       | 種目    | 結果 | 記録            | 備考                                                       |
| ---- | ------------------ | ---------- | ------- | ---- | --------------- | ---------------------------------------------------------- |
| 2008 | 日韓中ジュニア交流 | 千葉       | 400m    | 優勝 | 56秒01          |                                                            |
| 2008 | 日韓中ジュニア交流 | 千葉       | 4x100mR | 優勝 | 47秒57 (3走)    |                                                            |
| 2008 | 日韓中ジュニア交流 | 千葉       | 400m    | 優勝 | 56秒71          |                                                            |
| 2008 | 日韓中ジュニア交流 | 千葉       | 4x100mR | 2位  | 47秒98 (3走)    |                                                            |
| 2010 | 世界ジュニア選手権 | モンクトン | 400mH   | 3位  | 57秒35          | 日本歴代6位 ジュニア日本記録 大会後に4位から順位繰り上がり |
| 2010 | 世界ジュニア選手権 | モンクトン | 4x400mR | 予選 | 3分50秒65 (3走) |                                                            |
| 2011 | アジア選手権       | 神戸       | 400mH   | 5位  | 57秒52          |                                                            |

### 日本選手権
リレー種目は日本選手権リレーの成績
| 年   | 大会       | 場所   | 種目    | 結果   | 記録            | 備考                         |
| ---- | ---------- | ------ | ------- | ------ | --------------- | ---------------------------- |
| 2008 | 日本選手権 | 横浜市 | 4x100mR | 準決勝 | 41秒11 (4走)    |                              |
| 2008 | 日本選手権 | 横浜市 | 4x400mR | 4位    | 3分41秒23 (4走) | 高校記録                     |
| 2009 | 日本選手権 | 広島市 | 100m    | 予選   | 12秒54 (+0.5)   |                              |
| 2009 | 日本選手権 | 広島市 | 200m    | 予選   | 25秒57 (+1.2)   |                              |
| 2009 | 日本選手権 | 広島市 | 400mH   | 予選   | 1分03秒37       |                              |
| 2010 | 日本選手権 | 丸亀市 | 100m    | 予選   | 12秒37 (+0.4)   |                              |
| 2010 | 日本選手権 | 丸亀市 | 400mH   | 4位    | 57秒53          | 日本歴代7位 ジュニア日本記録 |
| 2010 | 日本選手権 | 横浜市 | 4x400mR | 予選   | 3分49秒38 (1走) |                              |
| 2011 | 日本選手権 | 熊谷市 | 100m    | 準決勝 | 12秒18 (0.0)    |                              |
| 2011 | 日本選手権 | 熊谷市 | 200m    | 7位    | 24秒65 (-0.7)   |                              |
| 2011 | 日本選手権 | 熊谷市 | 400mH   | 3位    | 56秒92          | 西日本学生記録 関西学生記録  |
| 2011 | 日本選手権 | 横浜市 | 4x100mR | 5位    | 46秒04 (4走)    |                              |
| 2011 | 日本選手権 | 横浜市 | 4x400mR | 優勝   | 3分37秒42 (4走) |                              |
| 2012 | 日本選手権 | 大阪市 | 100m    | 予選   | 12秒01 (+2.2)   |                              |
| 2012 | 日本選手権 | 大阪市 | 400mH   | 3位    | 57秒15          |                              |
| 2012 | 日本選手権 | 横浜市 | 4x100mR | 3位    | 45秒92 (4走)    |                              |
| 2012 | 日本選手権 | 横浜市 | 4x400mR | 2位    | 3分36秒67 (4走) |                              |
| 2013 | 日本選手権 | 調布市 | 400mH   | 8位    | 59秒51          |                              |
| 2013 | 日本選手権 | 横浜市 | 4x100mR | 7位    | 46秒45 (4走)    |                              |
| 2013 | 日本選手権 | 横浜市 | 4x400mR | 2位    | 3分40秒83 (4走) |                              |

### その他
| 年         | 大会                     | 場所          | 種目       | 結果       | 記録            | 備考                       |
| 高校生時代 | 高校生時代               | 高校生時代    | 高校生時代 | 高校生時代 | 高校生時代      | 高校生時代                 |
| ---------- | ------------------------ | ------------- | ---------- | ---------- | --------------- | -------------------------- |
| 2007       | 日本ユース選手権         | 大分市        | 400mH      | 4位        | 1分02秒80       |                            |
| 2008       | 日本ジュニア室内大阪     | 大阪市        | 60m        | 予選       | 7秒84           |                            |
| 2008       | インターハイ             | 熊谷市        | 100m       | 準決勝     | 12秒16          |                            |
| 2008       | インターハイ             | 熊谷市        | 400m       | 3位        | 56秒03          |                            |
| 2008       | インターハイ             | 熊谷市        | 400mH      | 優勝       | 58秒79          | 高校歴代6位 (高2歴代最高)  |
| 2008       | インターハイ             | 熊谷市        | 4x100mR    | 準決勝     | 48秒28 (4走)    |                            |
| 2008       | インターハイ             | 熊谷市        | 4x400mR    | 優勝       | 3分41秒31 (4走) | 高校記録                   |
| 2008       | 国民体育大会             | 大分市        | 100m       | 7位        | 12秒03          |                            |
| 2008       | 国民体育大会             | 大分市        | 400m       | 優勝       | 54秒90          | 自己ベスト                 |
| 2008       | 国民体育大会             | 大分市        | 4x100mR    | 4位        | 46秒17 (4走)    |                            |
| 2008       | 日本ジュニア選手権       | 鳥取市        | 100m       | 4位        | 12秒01 (+1.3)   | 自己ベスト                 |
| 2008       | 日本ジュニア選手権       | 鳥取市        | 400mH      | 優勝       | 58秒49          | 自己ベスト                 |
| 2009       | 日本ジュニア室内大阪     | 大阪市        | 60m        | 7位        | 7秒83           |                            |
| 2009       | 静岡国際                 | 袋井市        | 400mH      | 決勝       | 1分00秒50       |                            |
| 2009       | 国際グランプリ大阪       | 大阪市        | 4x400mR    | 6位        | 3分41秒78 (1走) |                            |
| 2009       | インターハイ             | 奈良市        | 200m       | 予選       | 25秒14 (-0.5)   |                            |
| 2009       | インターハイ             | 奈良市        | 400m       | 準決勝     | 58秒30          |                            |
| 2009       | インターハイ             | 奈良市        | 400mH      | 優勝       | 58秒96          |                            |
| 2009       | インターハイ             | 奈良市        | 4x100mR    | 5位        | 46秒84 (4走)    |                            |
| 2009       | インターハイ             | 奈良市        | 4x400mR    | 優勝       | 3分37秒86 (4走) | 高校記録                   |
| 2009       | 国民体育大会             | 新潟市        | 100m       | 6位        | 12秒14 (0.0)    |                            |
| 2009       | 国民体育大会             | 新潟市        | 4x100mR    | 3位        | 45秒96 (4走)    |                            |
| 2009       | 日本ジュニア選手権       | 甲府市        | 100m       | 4位        | 12秒01 (+0.3)   |                            |
| 2009       | 日本ジュニア選手権       | 甲府市        | 400mH      | 優勝       | 58秒74          |                            |
| 大学生時代 |                          |               |            |            |                 |                            |
| 2010       | 織田記念国際             | 広島市        | 100mH      | 予選       | 12秒11 (+1.9)   |                            |
| 2010       | 静岡国際                 | 袋井市        | 400m       | 8位        | 55秒76          |                            |
| 2010       | 静岡国際                 | 袋井市        | 400mH      | 4位        | 58秒96          |                            |
| 2010       | 関西インカレ             | 大阪市 京都市 | 100m       | 2位        | 12秒20 (+0.9)   |                            |
| 2010       | 関西インカレ             | 大阪市 京都市 | 200m       | 優勝       | 24秒85 (+1.5)   |                            |
| 2010       | 関西インカレ             | 大阪市 京都市 | 400m       | 8位        | 58秒42          |                            |
| 2010       | 関西インカレ             | 大阪市 京都市 | 100mH      | 6位        | 14秒65 (+1.0)   |                            |
| 2010       | 関西インカレ             | 大阪市 京都市 | 400mH      | 優勝       | 58秒49          | 関西学生記録               |
| 2010       | 関西インカレ             | 大阪市 京都市 | 4x100mR    | 予選       | 49秒18 (4走)    |                            |
| 2010       | 関西インカレ             | 大阪市 京都市 | 4x400mR    | 3位        | 3分47秒12 (4走) |                            |
| 2010       | 日本学生個人選手権       | 平塚市        | 100m       | 予選       | 12秒32 (+1.5)   |                            |
| 2010       | 日本学生個人選手権       | 平塚市        | 200m       | 7位        | 25秒18 (+1.4)   |                            |
| 2010       | 日本学生個人選手権       | 平塚市        | 400mH      | 準決勝     | 1分00秒23       |                            |
| 2010       | 西日本インカレ           | 福岡市        | 100m       | 4位        | 12秒13 (+0.5)   |                            |
| 2010       | 西日本インカレ           | 福岡市        | 200m       | 2位        | 24秒95 (-0.3)   |                            |
| 2010       | 西日本インカレ           | 福岡市        | 400mH      | 優勝       | 59秒00          | 大会記録                   |
| 2010       | 西日本インカレ           | 福岡市        | 4x100mR    | 予選       | 49秒05 (4走)    |                            |
| 2010       | 西日本インカレ           | 福岡市        | 4x400mR    | 4位        | 3分48秒05 (4走) |                            |
| 2010       | 日本インカレ             | 東京都        | 100m       | 準決勝     | 12秒29 (-0.8)   |                            |
| 2010       | 日本インカレ             | 東京都        | 200m       | 準決勝     | 25秒18 (+1.1)   |                            |
| 2010       | 日本インカレ             | 東京都        | 400mH      | 2位        | 58秒54          |                            |
| 2010       | 日本インカレ             | 東京都        | 4x400mR    | 8位        | 3分54秒04 (4走) |                            |
| 2010       | スーパー陸上             | 川崎市        | 400mH      | 4位        | 59秒35          |                            |
| 2010       | 日本ジュニア選手権       | 名古屋市      | 200m       | 3位        | 24秒39 (+0.1)   |                            |
| 2010       | 日本ジュニア選手権       | 名古屋市      | 400mH      | 優勝       | 59秒57          |                            |
| 2010       | 実業団・学生対抗         | 小田原市      | 400mH      | 4位        | 59秒22          |                            |
| 2011       | 織田記念国際             | 広島市        | 100m       | B決勝      | 11秒86 (+2.0)   |                            |
| 2011       | 静岡国際                 | 袋井市        | 200m       | 7位        | 24秒41 (-0.7)   |                            |
| 2011       | 静岡国際                 | 袋井市        | 400mH      | 5位        | 58秒09          |                            |
| 2011       | ゴールデングランプリ川崎 | 川崎市        | 400mH      | 8位        | 58秒11          |                            |
| 2011       | 関西インカレ             | 大阪市        | 100m       | 優勝       | 11秒90 (+1.3)   |                            |
| 2011       | 関西インカレ             | 大阪市        | 200m       | 優勝       | 24秒18 (+0.2)   |                            |
| 2011       | 関西インカレ             | 大阪市        | 100mH      | 4位        | 14秒12 (+0.4)   |                            |
| 2011       | 関西インカレ             | 大阪市        | 400mH      | 優勝       | 57秒60          | 大会記録                   |
| 2011       | 関西インカレ             | 大阪市        | 4x100mR    | 優勝       | 46秒00 (4走)    | 関西学生タイ記録           |
| 2011       | 関西インカレ             | 大阪市        | 4x400mR    | 優勝       | 3分38秒39 (4走) | 関西学生記録               |
| 2011       | 日本学生個人選手権       | 平塚市        | 100m       | 5位        | 12秒00 (+0.9)   |                            |
| 2011       | 日本学生個人選手権       | 平塚市        | 400mH      | 準決勝     | DNS             | 予選1分00秒84              |
| 2011       | 西日本インカレ           | 岐阜市        | 100m       | 優勝       | 12秒07 (0.0)    |                            |
| 2011       | 西日本インカレ           | 岐阜市        | 200m       | 優勝       | 24秒76 (-1.6)   |                            |
| 2011       | 西日本インカレ           | 岐阜市        | 100mH      | 準決勝     | 14秒45 (+0.5)   |                            |
| 2011       | 西日本インカレ           | 岐阜市        | 400mH      | 優勝       | 59秒80          |                            |
| 2011       | 西日本インカレ           | 岐阜市        | 4x100mR    | 6位        | 47秒40 (4走)    |                            |
| 2011       | 西日本インカレ           | 岐阜市        | 4x400mR    | 優勝       | 3分42秒96 (4走) | 大会記録                   |
| 2011       | サマー・ゲームス         | 東京都        | 400mH      | 3位        | 58秒29          |                            |
| 2011       | 日本インカレ             | 熊本市        | 100m       | 準決勝     | 12秒15 (+0.4)   |                            |
| 2011       | 日本インカレ             | 熊本市        | 200m       | 2位        | 24秒68 (-2.2)   |                            |
| 2011       | 日本インカレ             | 熊本市        | 400mH      | 2位        | 57秒45          |                            |
| 2011       | 日本インカレ             | 熊本市        | 4x100mR    | 予選       | 46秒93 (4走)    |                            |
| 2011       | 日本インカレ             | 熊本市        | 4x400mR    | 優勝       | 3分37秒87 (4走) |                            |
| 2011       | 国民体育大会             | 山口市        | 100m       | 7位        | 11秒90 (+1.6)   |                            |
| 2011       | 国民体育大会             | 山口市        | 4x100mR    | 予選       | 47秒63 (4走)    |                            |
| 2011       | 実業団・学生対抗         | 平塚市        | 400mH      | 5位        | 58秒60          |                            |
| 2011       | 実業団・学生対抗         | 平塚市        | メドレーR  | 2位        | 2分07秒94 (2走) |                            |
| 2012       | 織田記念国際             | 広島市        | 100m       | 予選       | 11秒96 (+0.6)   |                            |
| 2012       | 織田記念国際             | 広島市        | 200m       | B決勝      | 11秒86 (+2.0)   |                            |
| 2012       | 静岡国際                 | 袋井市        | 200m       | 決勝       | 24秒88 (+0.3)   |                            |
| 2012       | 静岡国際                 | 袋井市        | 400mH      | 決勝       | 1分00秒18       |                            |
| 2012       | ゴールデングランプリ川崎 | 川崎市        | 400mH      | 決勝       | NM              | 計器故障のためレース不成立 |
| 2012       | 関西インカレ             | 大阪市        | 100m       | 2位        | 11秒96 (+0.6)   |                            |
| 2012       | 関西インカレ             | 大阪市        | 100mH      | 予選       | 14秒60 (+2.3)   |                            |
| 2012       | 関西インカレ             | 大阪市        | 400mH      | 優勝       | 57秒11          | 大会記録                   |
| 2012       | 関西インカレ             | 大阪市        | 4x100mR    | 2位        | 46秒74 (4走)    |                            |
| 2012       | 関西インカレ             | 大阪市        | 4x400mR    | 優勝       | 3分39秒16 (4走) |                            |
| 2012       | 日本学生個人選手権       | 平塚市        | 200m       | 優勝       | 24秒05 (+1.2)   |                            |
| 2012       | 日本学生個人選手権       | 平塚市        | 400mH      | 2位        | 58秒41          |                            |
| 2012       | 西日本インカレ           | 京都市        | 100m       | 優勝       | 11秒82 (+1.7)   | 自己ベスト                 |
| 2012       | 西日本インカレ           | 京都市        | 100mH      | 準決勝     | 14秒72 (-1.7)   |                            |
| 2012       | 西日本インカレ           | 京都市        | 400mH      | 優勝       | 57秒87          | 大会記録                   |
| 2012       | 西日本インカレ           | 京都市        | 4x100mR    | 3位        | 46秒58 (4走)    |                            |
| 2012       | 西日本インカレ           | 京都市        | 4x400mR    | 優勝       | 3分39秒93 (4走) | 大会記録                   |
| 2012       | 日本インカレ             | 東京都        | 100m       | 準決勝     | 12秒29 (-4.2)   |                            |
| 2012       | 日本インカレ             | 東京都        | 200m       | 2位        | 23秒98 (+0.3)   | 自己ベスト                 |
| 2012       | 日本インカレ             | 東京都        | 400mH      | 優勝       | 57秒20          |                            |
| 2012       | 日本インカレ             | 東京都        | 4x100mR    | 6位        | 46秒32 (4走)    |                            |
| 2012       | 日本インカレ             | 東京都        | 4x400mR    | 優勝       | 3分38秒21 (4走) |                            |
| 2012       | 国民体育大会             | 岐阜市        | 100m       | 準決勝     | 11秒96 (+1.3)   |                            |
| 2012       | 国民体育大会             | 岐阜市        | 400mH      | 2位        | 57秒98          |                            |
| 2012       | 国民体育大会             | 岐阜市        | 4x100mR    | 準決勝     | 47秒08 (4走)    |                            |
| 2012       | 実業団・学生対抗         | 小田原市      | 400mH      | 優勝       | 57秒38          |                            |
| 2012       | 実業団・学生対抗         | 小田原市      | メドレーR  | 2位        | 2分08秒12 (4走) |                            |
| 2013       | 織田記念国際             | 広島市        | 100m       | 予選       | 12秒23 (+0.5)   |                            |
| 2013       | 静岡国際                 | 袋井市        | 400mH      | 決勝       | 1分00秒67       |                            |
| 2013       | 関西インカレ             | 大阪市        | 100m       | 準決勝     | DNS             | 予選12秒32 (-0.1)          |
| 2013       | 関西インカレ             | 大阪市        | 4x100mR    | 予選       | 46秒42 (4走)    | 決勝進出                   |
| 2013       | 西日本インカレ           | 鳴門市        | 400mH      | 予選       | 1分01秒82       |                            |
| 2013       | 西日本インカレ           | 鳴門市        | 4x100mR    | 4位        | 46秒50 (4走)    |                            |
| 2013       | 日本インカレ             | 東京都        | 100m       | 準決勝     | 12秒16 (+0.4)   |                            |
| 2013       | 日本インカレ             | 東京都        | 200m       | 3位        | 24秒39 (+1.4)   |                            |
| 2013       | 日本インカレ             | 東京都        | 400mH      | 予選       | 1分00秒89       |                            |
| 2013       | 日本インカレ             | 東京都        | 4x100mR    | 6位        | 46秒37 (4走)    |                            |
| 2013       | 日本インカレ             | 東京都        | 4x400mR    | 2位        | 3分40秒92 (2走) |                            |
| 2013       | 国民体育大会             | 調布市        | 400mH      | 2位        | 58秒46          |                            |
| 2013       | 国民体育大会             | 調布市        | 4x100mR    | 7位        | 46秒05 (4走)    |                            |